# Christopher Scott
Christopher Gavin Scott (Räckelwitz, 7 juni 2002) is een Duits voetballer met Ghanese roots, die doorgaans als aanvallende middenvelder speelt.

## Clubcarrière
Scott sloot zich in 2006 aan bij de jeugdopleiding van SCB Viktoria Köln. Drie jaar later stapte hij over naar Bayer Leverkusen, dat hem in januari 2020 dan weer kwijtspeelde aan Bayern München. Op 22 november 2020 zijn officiële debuut maakte in het tweede elftal van Bayern München, dat toen uitkwam in de 3. Liga. Scott speelde dat seizoen 24 competitiewedstrijden voor FC Bayern München II, dat dat seizoen achttiende eindigde en degradeerde naar de Regionalliga Bayern. Daar was Scott in het seizoen 2021/22 goed voor zeven doelpunten in 24 competitiewedstrijden.
Op 10 april 2021 maakte Scott zijn officiële debuut in het eerste elftal van Bayern München: op de 28e competitiespeeldag van de Bundesliga liet trainer Hans-Dieter Flick hem in de wedstrijd tegen 1. FC Union Berlin (1-1) in de 66e minuut invallen voor Tiago Dantas. Tien dagen later liet Flick hem in de competitiewedstrijd tegen zijn ex-club Bayer Leverkusen (2-0-winst) in de 82e minuut invallen voor Jamal Musiala. In het seizoen 2021/22 kwam hij onder Julian Nagelsmann, de opvolger van Flick, niet aan spelen toe in het eerste elftal van Bayern München. Medio 2022 vertrok hij naar Royal Antwerp FC voor een transfersom van 1,40 miljoen euro. Een jaar later keerde de middenvelder op huurbasis terug naar Duitsland bij Hannover 96, dat een aankoopoptie bedong.

## Interlandcarrière
Scott debuteerde in 2017 als Duits jeugdinternational.

## Clubstatistieken
| Seizoen         | Club             | Land               | Competitie         | Competitie | Competitie | Beker | Beker | Supercup | Supercup | Europees | Europees | Totaal | Totaal |
| Seizoen         | Club             | Land               | Competitie         | Wed.       | Dlp.       | Wed.  | Dlp.  | Wed.     | Dlp.     | Wed.     | Dlp.     | Wed.   | Dlp.   |
| --------------- | ---------------- | ------------------ | ------------------ | ---------- | ---------- | ----- | ----- | -------- | -------- | -------- | -------- | ------ | ------ |
| 2020/21         | Bayern München   | Vlag van Duitsland | Bundesliga         | 2          | 0          | 0     | 0     | 0        | 0        | 0        | 0        | 2      | 0      |
| 2021/22         | Bayern München   | Vlag van Duitsland | Bundesliga         | 0          | 0          | 0     | 0     | 0        | 0        | 0        | 0        | 0      | 0      |
| 2022/23         | Royal Antwerp FC | Vlag van België    | Jupiler Pro League | 7          | 1          | 3     | 0     | —        | —        | 3        | 0        | 13     | 1      |
| Carrière totaal | Carrière totaal  | Carrière totaal    | Carrière totaal    | 9          | 1          | 3     | 0     | 0        | 0        | 3        | 0        | 15     | 1      |

Bijgewerkt op 22 januari 2023.

## Erelijst
| Eerste klasse A    | 1x | 2022/23 |
| Beker van België   | 1x | 2022/23 |
| Belgische Supercup | 1x | 2023    |